# 텐더 머시스
《텐더 머시스》(Tender Mercies)는 미국에서 제작된 브루스 베레스포드 감독의 1983년 드라마 영화이다. 로버트 듀발 등이 주연으로 출연하였다.

## 출연

### 주연
- 로버트 듀발
- 테스 하퍼

### 조연
- 베티 버클리
- 윌포드 브림리
- 엘렌 바킨
- 알랜 허바드
- 레니 본 돌렌

## 기타
- 공동제작: 로버트 듀발
- 공동제작: 호튼 푸트
- 미술: 지닌 클로디아 오프월
- 의상: 제인 그린우드
- 의상: 엘리자베스 맥브라이드